# Patrick de Gayardon

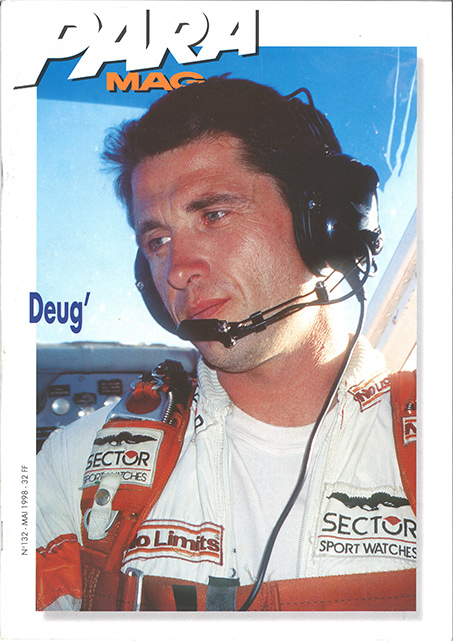
Patrick de Gayardon

Patrick de Gayardon de Fenoyl (23 januari 1960 - 13 april 1998) was een Franse skydiver en basejumper. In de jaren negentig kreeg hij bekendheid door zijn steeds spectaculairdere stunts. Zo kon hij vanuit een vliegtuig springen, met zijn wingsuit een glijdaling inzetten en vervolgens weer in hetzelfde vliegtuig instappen.
In 1998 experimenteerde hij in Hawaï met een aanpassing op zijn wingsuit waarbij deze was uitgebreid met een parachute. De parachute ging niet open en het experiment eindigde in een fatale crash.